# Кладбище жертвам гор (Мала Фатра)
Кладбище жертвам гор на Малой Фатре (словац. Symbolický cintorín v Malej Fatre) — символическое кладбище, находящееся во Вратной долине горного массива Малая Фатра около горного приюта Хата Вратна и станции горнолыжного подъёмника на перевале Сниловское седло. Кладбище располагается в 5-10 минутах ходьбы от приюта Хата-Вратна.

## История
Кладбище было построено словацкой Горной службой и открыто 28 июля 1998 года. На момент открытия на кладбище находились 52 таблички с именами погибших в горах с 1957 по 1997 год. На кладбище также находится мемориальная табличка, посвящённая 14 жителям словацкой деревни Штефанова, которые в 1848 году погибли в результате наводнения. С 1998 года имена новых жертв гор укрепляются на деревянных столбиках.
На территории кладбища находится небольшая часовня с надписью «Mŕtvym na pamiatku, živým pre výstrahu» (Мёртвым — на память, живым — в предостережение). Ежегодно в День всех святых в этой часовне совершается католическое богослужение.